# Islamsk Råd Norge
Islamsk Råd Norge (IRN) är en paraplyorganisation för muslimska församlingar i Norge, bildad den 22 oktober 1993 på initiativ landets största moské, Central Jama'at-e Ahl-e sunnat.
Fem moskéer fanns med från starten. IRN har sedan växt och har nu ett tjugotal medlemsorganisationer, däribland en regional organisation för Rogaland, dit sju moskéer är anslutna. 
De moskéer som tillhör IRN organiserar omkring hälften av Norges muslimer och har sin starkaste förankring bland invandrare med albansk, bosnisk, pakistansk, arabisk, turkisk, somalisk och gambisk bakgrund. 
Seden 1996 är IRN medlem av Samarbeidsrådet for Tros- og Livssynssamfunn, som omfattar alla de stora religionerna i Norge.